# El Molar (Madrid)
El Molar è un comune spagnolo di 4 152 abitanti situato nella comunità autonoma di Madrid.